# Oscar Hold
Oscar Hold (* 19. Oktober 1918 in Carlton; † 11. Oktober 2005 in Sunderland) war ein englischer Fußballtorhüter und -trainer. Während seiner Türkei-Phase holte er mit Fenerbahçe Istanbul in der Saison 1964/65 die türkische Meisterschaft.

## Spielerkarriere
Nachdem in der Zeit 1940–46 aufgrund des Zweiten Weltkrieges kein Spielbetrieb in England stattfand, konnte Hold erst ab 1946 wieder mit dem Vereinsfußball fortfahren. So spielte er erst für den FC Aldershot und anschließend für Norwich City.
Nachdem er für diverse Verein tätig gewesen war, wechselte er 1951 zu den Queens Park Rangers. 

## Trainerkarriere
Hold begann seine Trainerkarriere 1962, indem er bei Doncaster Rovers als Cheftrainer zu arbeiten begann. Diesen Verein betreute er die nachfolgenden zwei Spielzeiten lang.
Im Sommer 1964 übernahm er den türkischen Verein Fenerbahçe Istanbul. In der Liga setzte er sich schnell mit seiner Mannschaft an der Tabellenspitze fest und behielt diese souverän bis zum Saisonende. Seine Mannschaft beendete die Saison 1964/65 in der damals gültigen Zwei-Punkte-Regel souverän mit einem Sechs-Punkte-Vorsprung auf den Zweitplatzierten Beşiktaş Istanbul und sicherte sich die vierte türkischen Meisterschaft der Vereinsgeschichte. In der gleichen Saison erreichte seine Mannschaft auch das Final des Türkischen Fußballpokals und traf hier auf den Erzrivalen Galatasaray Istanbul. Nach zwei Finalbegegnungen unterlag Holds-Mannschaft dem Erzrivalen und verpasste so den ersten türkischen Double-Sieg der Vereinsgeschichte.  Im Anschluss an die Saison konnte er im Juli 1964 mit seinem Verein auch den Atatürk-Pokal holen. Nach diesen Erfolgen blieb Hold auch in der nächsten Saison bei Fenerbahçe. In die neue Saison erwischte er mit seiner Mannschaft einen unerwartet schlechten Start und wurde deswegen von einigen Vereinsfunktionären in Frage gestellt. Nachdem diese Diskussion mit fortschreitender Zeit noch mehr zugenommen hatte, trat Hold Anfang Oktober 1965 von seinem Amt zurück. Im Dezember des gleichen Jahres übernahm Hold den Ligarivalen Ankara Demirspor und betreute die nächsten eineinhalb Spielzeiten lang.
Nach seiner ersten Türkei-Periode arbeitete Hold bei den Vereinen al-Ahli und Apollon Limassol. Während dieser Zeit wurde er zwar mehrfach als neuer Trainer von Fenerbahçe gehandelt, jedoch kam es zu keiner weiteren Zusammenarbeit. Stattdessen übernahm er den Verein Göztepe Izmir. Nachdem er bei diesem Verein gegen Saisonende in die Abstiegsregion geraten war, wurde er im April 1976 entlassen.
In der Saison 1983/84 Trainer Hold ein weiteres Mal Apollon Limassol.

## Erfolge
Mit Fenerbahçe Istanbul
- Türkischer Meister: 1964/65
- Türkischer Pokalfinalist 1964/65
- Atatürk-Pokalsieger: 1964